# Arthur Jonath
Karl Arthur Jonath (Fröndenberg/Ruhr, 9 settembre 1909 – Neu-Isenburg, 11 aprile 1963) è stato un velocista tedesco.
Nel 1932 prese parte ai Giochi olimpici di Los Angeles dove si classificò quarto nei 200 metri piani, conquistò la medaglia di bronzo dei 100 metri piani e quella d'argento nella staffetta 4×100 metri con Helmut Körnig, Fritz Hendrix ed Erich Borchmeyer.

## Record nazionali
- 100 metri piani: 10"3 ( Bochum, 5 giugno 1932)

## Palmarès
| Anno | Manifestazione  | Sede        | Evento                | Risultato | Prestazione | Note |
| ---- | --------------- | ----------- | --------------------- | --------- | ----------- | ---- |
| 1932 | Giochi olimpici | Los Angeles | 100 metri piani       | Bronzo    | 10"50       |      |
| 1932 | Giochi olimpici | Los Angeles | 200 metri piani       | 4º        | 21"51       |      |
| 1932 | Giochi olimpici | Los Angeles | Staffetta 4×100 metri | Argento   | 40"9        |      |